# Шефер, Густав
Гу́став Кла́ус Во́льфганг Ше́фер (нем. Gustav Klaus Wolfgang Schäfer, 8 сентября 1988, Магдебург) — барабанщик, входящий в состав группы «Tokio Hotel».
Родился и вырос в Магдебурге. Открыл для себя музыку в 6 лет.

«Раньше у отца было много записей Фила Коллинза, Эрика Клэптона и других. Я сидел под столом и барабанил в такт, пока папа слушал пленки»
Со своим приятелем Георгом Листингом он познакомился с близнецами Биллом и Томом Каулитц, благодаря этому они образовали поп-рок группу «Tokio Hotel».

## Интересные факты
- У Густава Шефера есть старшая сестра Франциска, которая старше его на 8 лет[4];
- Основными хобби музыканта являются музыка и барбекю/кулинария [4];
- Любимые группы: Metallica, Slipknot;
- 15 июля 2009 года Густав был избит в немецком ночном клубе, в итоге на раны было наложено 36 швов[5];
- Имеет 6 татуировок: на верхней части спины - два крыла, между ними меч и лавровая ветка, звездный дождь на правой руке, якорь на правой руке, роза с датой рождения дочери на правой руке, текст песни и черепа на правой ноге;
- 24 мая 2016 года Густав стал отцом. У него родилась дочь.